# 俄羅斯黑手黨
俄羅斯黑手黨（俄語：ру́сская ма́фия）是俄罗斯的黑幫組織之一，崛起於1980年代末期，自蘇聯解體後，借社會轉型之機，俄羅斯黑手黨滋生蔓延，暗殺、搶劫、走私、販毒、收取保護費、販賣人口等等，造成社會動盪不安。由於俄羅斯經濟局勢惡化，軍方大量裁員與預算刪減，原來的克格勃的許多精銳即為俄羅斯黑手黨所吸收，成為對抗政府法治的中堅力量，公然與社會對抗，明目張膽地進行各種犯罪活動。累積了大量財富後，俄羅斯黑手黨開始向國家政治、經濟領域滲透，或明或暗，控制俄羅斯經濟命脈；凡是威脅他們利益者，一律慘遭報復，許多政商名流被暗殺的事件，即為出於俄羅斯黑手黨之手。據信，俄羅斯黑手黨旗下掌控數萬家企業，眾多私人銀行的老板也都與黑手黨有所牽連，而由黑手黨控制的“影子經濟”的總量目前已達到俄羅斯國內生產總值的20%-25%。俄羅斯黑手黨已向國外滲透，與義大利、西班牙、德國、日本、中東等地的犯罪組織聯盟，串起龐大的有組織犯罪網，並在美國建立分支機構。

## 另見
- 俄罗斯腐败问题（英语：Corruption in Russia）
- 俄羅斯罪案問題
- 黑帮纹身（英语：Criminal tattoo）
- 古拉格
- 光头党
- 黑手黨國家
- 俄罗斯黑帮纹身（英语：Russian criminal tattoos）
- 俄罗斯寡头
- 律賊
- 与俄罗斯黑手党相关的流行文化（英语：Russian mafia in popular culture）

## 外部連結
- https://www.fbi.gov/investigate/organized-crime#Eurasian-TOC（页面存档备份，存于）